# Stars and Hank forever
Albums de The Residents
The Big Bubble: Part Four of the Mole Trilogy
(1985) God in Three Persons
(1988)
Stars & Hank forever est un album des Residents.